# Le Margnès
Le Margnès (okzitanisch: Lo Marnhès) ist eine Commune déléguée in der französischen Gemeinde Fontrieu mit 50 Einwohnern (Stand: 1. Januar 2018) in Südfrankreich. Seit dem 1. Januar 2016 ist die Ortschaft ein Teil (commune déléguée) der Gemeinde Fontrieu im Département Tarn und im Arrondissement Castres.

## Lage
Le Margnès liegt etwa 29 Kilometer ostnordöstlich von Castres in den Bergen von Lacaune.

## Bevölkerungsentwicklung
| Jahr                       | 1962 | 1968 | 1975 | 1982 | 1990 | 1999 | 2006 | 2012 | 2018 |
| -------------------------- | ---- | ---- | ---- | ---- | ---- | ---- | ---- | ---- | ---- |
| Einwohner                  | 139  | 105  | 96   | 86   | 63   | 49   | 48   | 48   | 50   |
| Quellen: Cassini und INSEE |      |      |      |      |      |      |      |      |      |

## Sehenswürdigkeiten
- Kirche Sainte Madeleine de la Grange

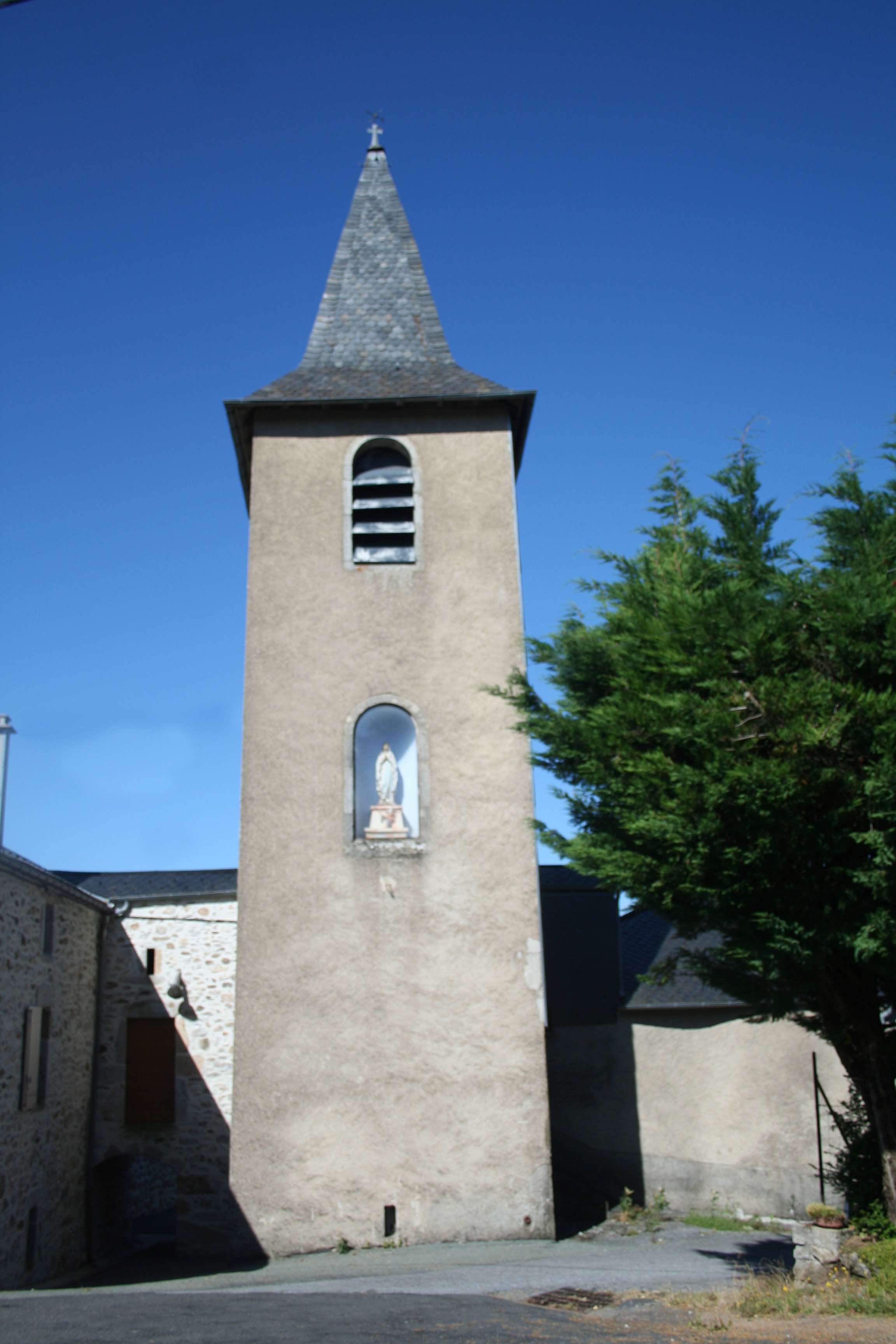
Kirche Sainte Madeleine de la Grange